# Sadek Boukhalfa
Pour les articles homonymes, voir Boukhalfa (homonymie).
Sadek Boukhalfa (né le 29 août 1934 à Jemappes, aujourd'hui Azzaba, en Algérie, et décédé le 3 juillet 2009 à Nantes) est un footballeur international algérien.
Il compte 1 sélection en équipe nationale en 1963.

## Biographie
Il quitte l'Algérie à 21 ans pour la France.
Il est remarqué par Aimé Nuic à Thionville.
Après son service militaire à Bastia, il signe son premier contrat professionnel à Béziers.
Il signe ensuite pour le FC Nantes en 1963 et participe à la montée du club en D1.
L'époque de José Arribas, de Budzinski, le Chenadec, Blanchet, Ramone Muller, Gondet, De Michel, Daniel Éon.
Il est l'un des premiers sélectionnés de l'équipe nationale d'Algérie avec Rachid Mekloufi juste après l'indépendance.
Il y inscrit un but et l'équipe nationale d'Algérie remporte sa première victoire en phase qualificative de coupe du monde
contre la Tchécoslovaquie (grande équipe européenne de l'époque).
Après Nantes, Sadek évolue à Bastia puis Metz avec déjà Carlo Molinari comme jeune président.
Il poursuit une carrière d'entraineur joueur en Bretagne près de Quimper.
Il y remarque un jeune prometteur du nom de Guivarc'h.
Sadek Boukhalfa a fait sa retraite à Nantes, sa ville d'adoption. Il est décédé le 3 juillet 2009.

## Carrière
- 1957-1959 :  SC Bastia
- 1959-1962 :  AS Béziers 99 matchs (26 buts)
- 1962-1965 :  FC Nantes 75 matchs (27 buts)
- 1965-1967 :  SC Bastia 63 matchs (23 buts)
- 1967-1969 :  FC Metz 25 matchs (7 buts)
- 1969-1970 :   Poitiers FC
- 1970-1971 :   AAJ Blois 4 matchs (1 buts)

## Palmarès
- Champion de France de D1 en 1965 ( FC Nantes)